# Kravany (Košice)
|  | No s'ha de confondre amb Kravany (Prešov). |

Kravany és un poble i municipi d'Eslovàquia. Es troba a la regió de Košice, a l'est del país.

## Història
La primera referència escrita de la vila data del 1339.

## Demografia
| Godina             | 1994 | 2004   | 2014   | 2024   |
| ------------------ | ---- | ------ | ------ | ------ |
| Nombre de persones | 334  | 337    | 351    | 362    |
| Diferència         |      | +0,89% | +4,15% | +3,13% |

| Godina             | 2023 | 2024   |
| ------------------ | ---- | ------ |
| Nombre de persones | 369  | 362    |
| Diferència         |      | −1,89% |